# Kacury
Kacury (biał. Кацуры, ros. Кацуры) – stacja kolejowa w miejscowości Michnawiczy, w rejonie kalinkowickim, w obwodzie homelskim, na Białorusi. Leży na linii Homel - Łuniniec - Żabinka. Nazwa pochodzi od pobliskich miejscowości Staryja Kacury i Nowyja Kacury w rejonie petrykowskim.